# IC 1601
IC 1601 ist eine Spiralgalaxie vom Hubble-Typ Sab im Sternbild Walfisch südlich der Ekliptik. Sie ist rund 202 Millionen Lichtjahre von der Milchstraße entfernt und hat einen Durchmesser von etwa 55.000 Lichtjahren.

Im selben Himmelsareal befinden sich unter anderem die Galaxien IC 1599 und IC 1600.
Das Objekt wurde am 3. November 1898 von DeLisle Stewart entdeckt.